# Today and Tomorrow
Today and Tomorrow – czwarty album amerykańskiego pianisty jazzowego McCoya Tynera, wydany po raz pierwszy w 1964 roku z numerem katalogowym A-63 nakładem Impulse! Records.

## Powstanie
Materiał na płytę został zarejestrowany 4 czerwca 1963 (A2, B1, B3) i 4 lutego 1964 (A1, A3, B2) roku przez Rudy’ego Van Geldera w należącym do niego studiu (Van Gelder Studio) w Englewood Cliffs w stanie New Jersey. Utwory wykonali podczas: a) pierwszej sesji: McCoy Tyner (fortepian), Jimmy Garrison (kontrabas), Albert Heath (perkusja); b) drugiej sesji: McCoy Tyner (fortepian); John Gilmore (saksofon tenorowy); Thad Jones (trąbka); Frank Strozier (saksofon altowy); Butch Warren (kontrabas); Elvin Jones (perkusja). Produkcją albumu zajął się Bob Thiele.

## Lista utworów
Opracowano na podstawie materiału źródłowego.
Wydanie LP
Strona A
| Nr | Tytuł utworu         | Muzyka          | Długość |
| -- | -------------------- | --------------- | ------- |
| 1. | „Contemporary Focus” | McCoy Tyner     | 8:28    |
| 2. | „A Night in Tunisia” | Dizzy Gillespie | 5:07    |
| 3. | „T ‘N A Blues”       | Thad Jones      | 4:05    |
|    |                      |                 | 17:40   |

Strona B
| Nr | Tytuł utworu           | Muzyka        | Długość |
| -- | ---------------------- | ------------- | ------- |
| 1. | „Autumn Leaves”        | Joseph Kosma  | 6:10    |
| 2. | „Three Flowers”        | Tyner         | 10:11   |
| 3. | „When Sunny Gets Blue” | Marvin Fisher | 4:42    |
|    |                        |               | 21:03   |

## Twórcy
Opracowano na podstawie materiału źródłowego.
Muzycy:
4 czerwca 1963 (A2, B1, B3):
- McCoy Tyner – fortepian
- Jimmy Garrison – kontrabas
- Albert Heath – perkusja

4 lutego 1964 (A1, A3, B2):
- McCoy Tyner – fortepian
- John Gilmore – saksofon tenorowy
- Thad Jones – trąbka
- Frank Strozier – saksofon altowy
- Butch Warren – kontrabas
- Elvin Jones – perkusja

Produkcja:
- Bob Thiele – produkcja muzyczna
- Rudy Van Gelder – inżynieria dźwięku